# Sau sau
Sau sau, còn gọi là sau trắng, sâu trắng, phong hương, bạch giao, bạch giao hương, cây thau, trao, chao, cổ yếm, sâu cước, chà phai, mâng deng (tên khoa học: Liquidambar formosana), là một loài thực vật thuộc họ Tô hạp.. Loài này được Henry Fletcher Hance miêu tả khoa học đầu tiên năm 1866.
Sau sau phân bố tại Hàn Quốc, Trung Quốc (Hoa Trung, Hoa Nam), Đài Loan, bắc Việt Nam, Lào.
Tại Việt Nam, sau sau có ở các tỉnh phía bắc như Quảng Ninh, Lạng Sơn, Hà Tây, Hòa Bình... Bộ phận dùng làm thuốc là quả (lộ lộ thông), lá (phong hương diệp), rễ (phong hương căn), nhựa (phong hương chi). Ngọn lá non ăn được. Lá chứa nhiều tanin. Quả chứa axit liquidamric, axit liquidamric lacton, axit beturonic. Nhựa có chứa tinh dầu.
Theo đông y:

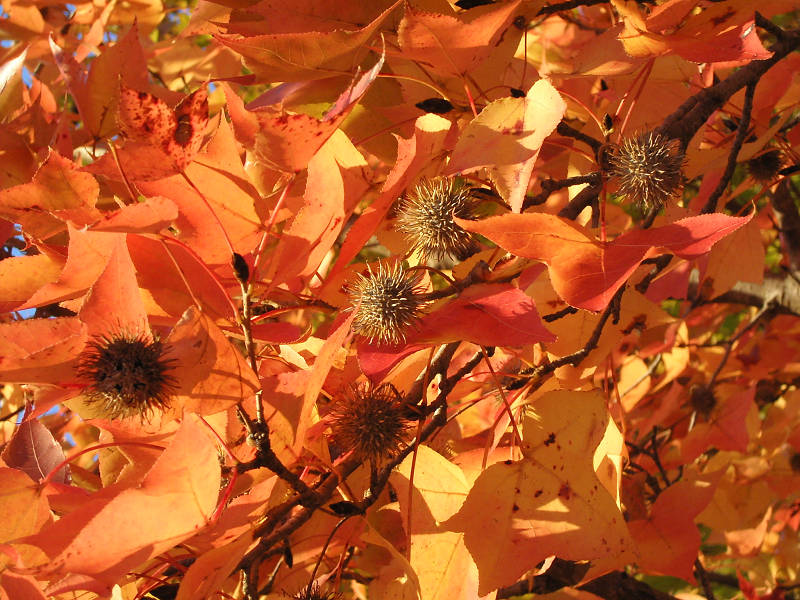
Một nhánh cây sau sau

- Quả sau sau có vị đắng, tính bình, mùi thơm; tác dụng khứ phong, hoạt lạc, lợi thủy thông kinh; dùng để chữa phong thấp, đau nhức khớp xương, tâm vị đau trướng, thủy thũng, đái khó, mề đay, viêm da, chàm.
- Lá sau sau có vị đắng, tính bình; tác dụng thanh nhiệt giải độc, thu liễm chỉ huyết; chữa viêm ruột, đau vùng thượng vị, thổ huyết, chảy máu cam, dùng ngoài trị mẩn ngứa, eczema.
- Nhựa có vị ngọt, cay, tính ấm; tác dụng thông khiếu, khai uất, khứ đàm, hoạt huyết giảm đau; trị ho có đờm, kinh giản, thổ huyết, nôn ra máu, chảy máu cam.
- Rễ vị đắng tính ấm; tác dụng khư thấp, chỉ thống; chữa thấp khớp, đau răng.

## Hình ảnh

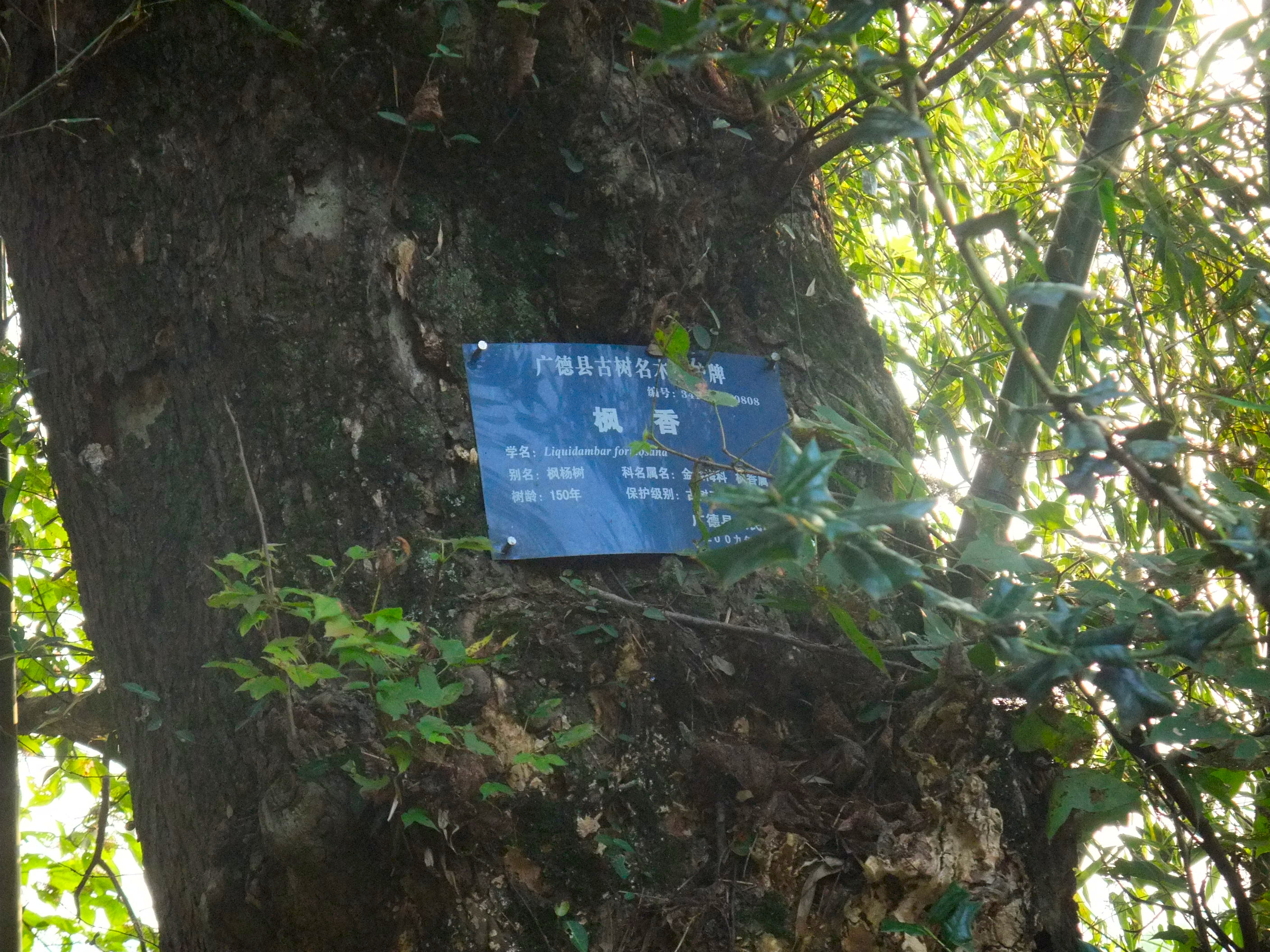
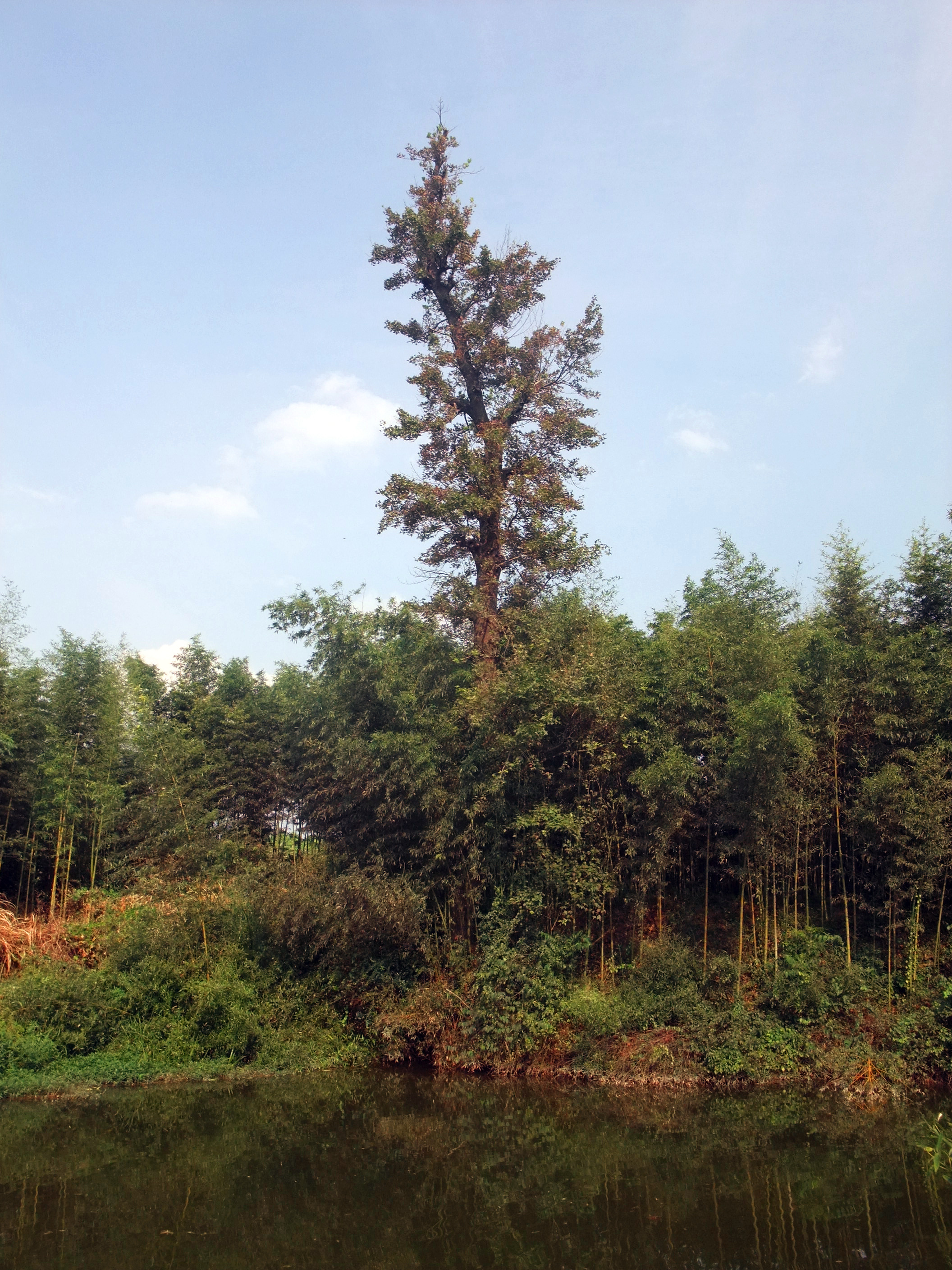
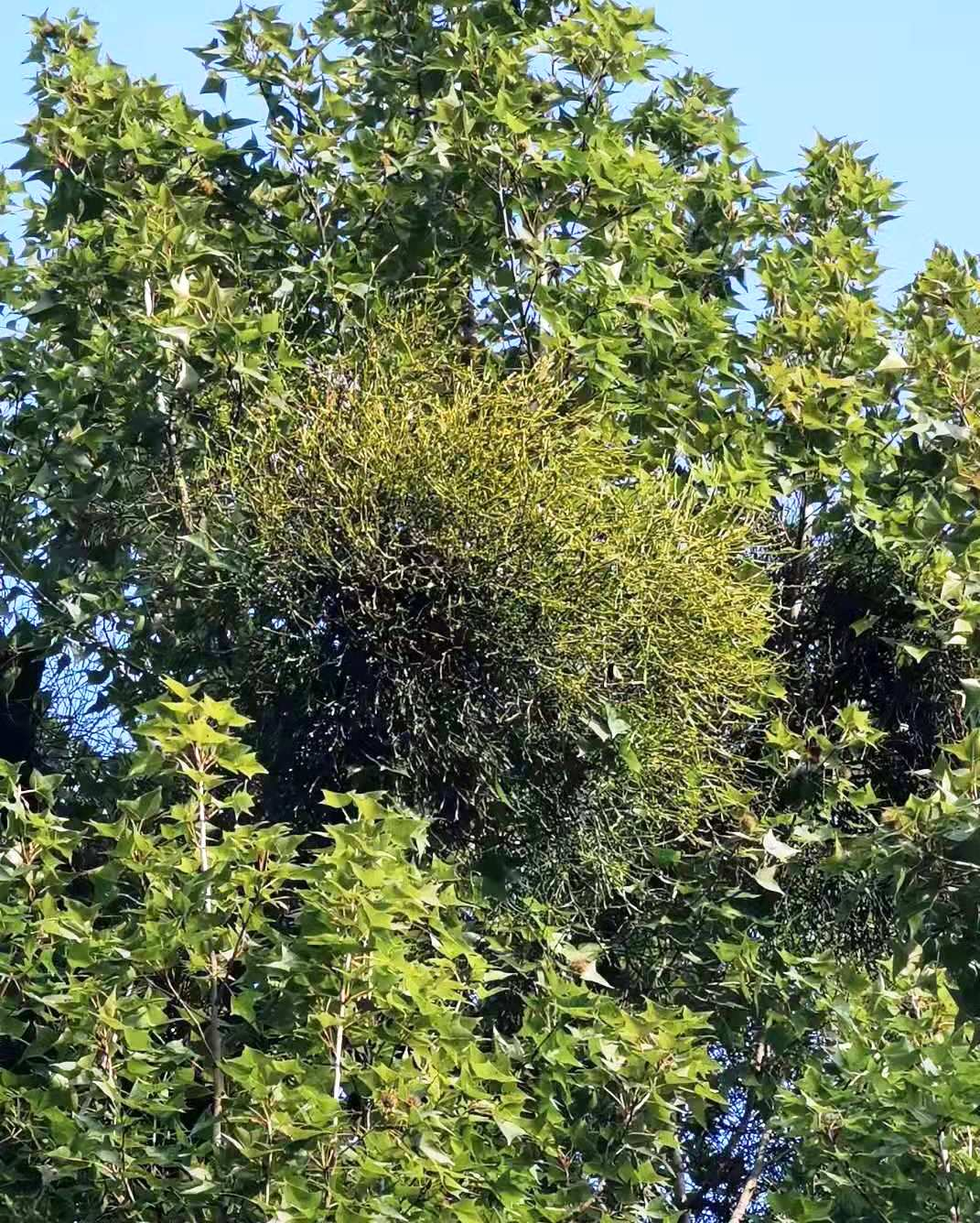
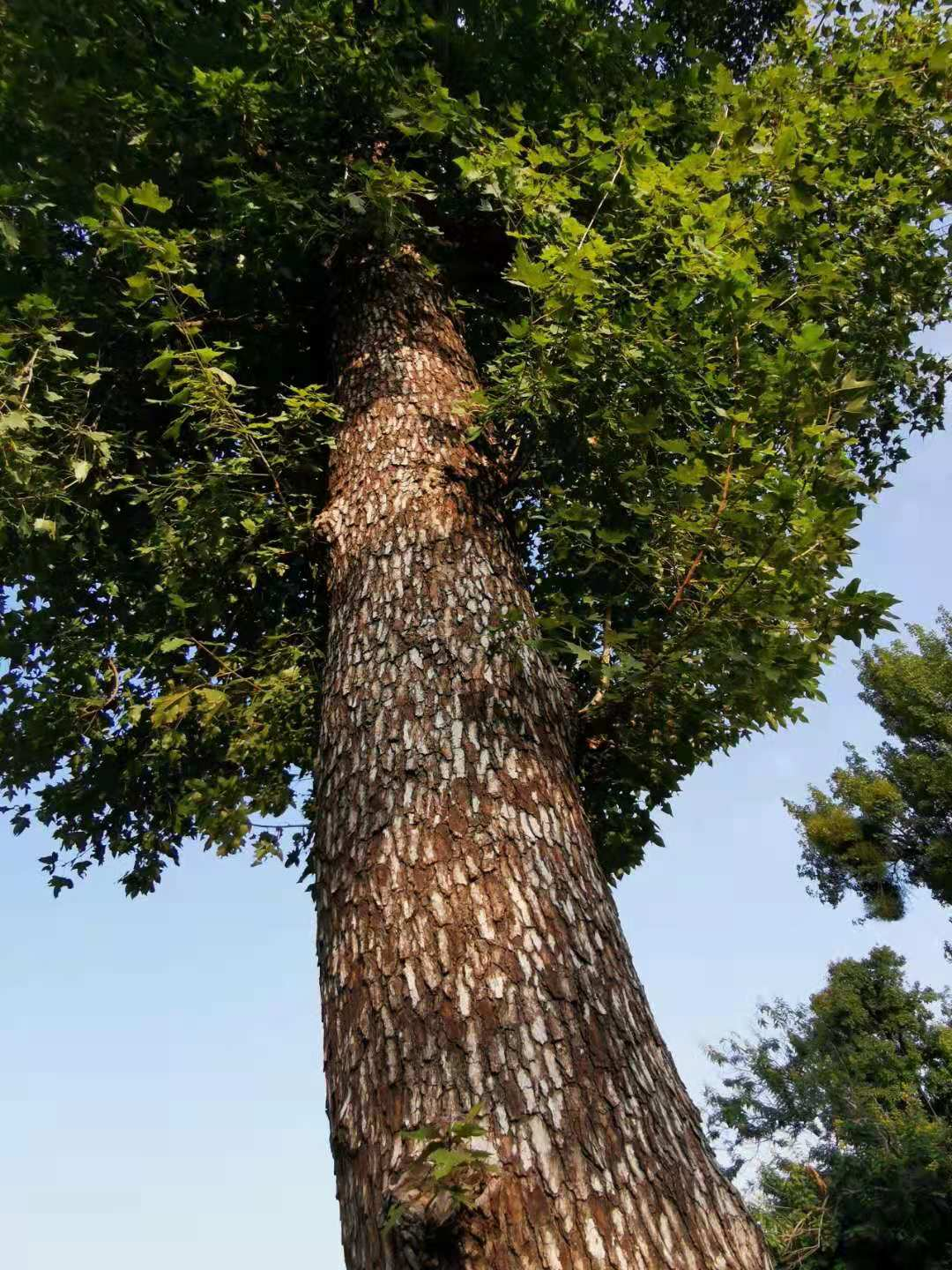